# Mount Stent
Mount Stent ist ein 2010 m hoher Berg im Australischen Antarktis-Territorium. Er ragt am südlichen Ausläufer der Wallabies-Nunatakkern westlich der Churchill Mountains auf.
Das New Zealand Antarctic Place-Names Committee benannte ihn am 27. Februar 2003 nach Norman Errol Stent (1939–1997), einem Mitglied der Überwinterungsmannschaft auf der Hallett-Station im Jahr 1961, der dort als Techniker für geomagnetische Arbeiten tätig war.